# Johannes Zorn
Johannes Zorn (o Johann) ( 1739, Kempten, Baviera - 1799) fue un farmacéutico, botánico, e ilustrador alemán.
Luego de sus estudios de Farmacia, deviene boticario en su ciudad natal. Recorre toda Europa para recolectar flora medicinal. Publica en 1799 sus cinco vols. Icones plantarum medicinalium ilustradas con 600 calcografías; donde maneja a la perfección la novísima nomenclatura binomial de Carlos Linneo, concentrándose en la flora medicinal descripta por ese maestro.
Apasionado por la flora del Nuevo Mundo, publica una de América : Dreyhundert auserlesene amerikanische gewachse, con 250 planchas coloreadas. La mayor parte, se reduce a copiar de Jacquin: Selectarum stirpium Americanarum historia (1780-1781).

## Honores
El género Zornia, de la familia de las fabáceas se nombra en su honor.
- La abreviatura «Zorn» se emplea para indicar a Johannes Zorn como autoridad en la descripción y clasificación científica de los vegetales.[1]

## Fuente
Traducción del Art. en lengua francesa de Wikipedia.